# Gastrotheca marsupiata
Gastrotheca marsupiata är en groddjursart som först beskrevs av Duméril och Gabriel Bibron 1841.  Gastrotheca marsupiata ingår i släktet Gastrotheca och familjen Hemiphractidae. IUCN kategoriserar arten globalt som livskraftig. Inga underarter finns listade i Catalogue of Life.